# Huperzia capellae
Huperzia capellae là một loài thực vật có mạch trong Họ Thạch tùng. Loài này được (Herter) Holub mô tả khoa học đầu tiên năm 1985.